# Priotelus
Priotelus – rodzaj ptaków z rodziny trogonów (Trogonidae).

## Zasięg występowania
Rodzaj obejmuje gatunki występujące na Kubie i wyspie Haiti.

## Morfologia
Długość ciała 23–30 cm; masa ciała 47–75 g.

## Systematyka

### Etymologia
- Temnurus: gr. τεμνω temnō „ciąć”; -ouros „-ogonowy, -ogoniasty”, od ουρα oura „ogon”[6]. Gatunek typowy: Trogon temnurus Temminck, 1825; młodszy homonim Temnurus Lesson, 1831 (Corvidae).
- Priotelus: gr. πριων priōn, πριονος prionos „piła”; τελος telos „spełnienie, świętowanie”. Ogon pilika czerwonodziobego ma charakterystyczny postrzępiony wygląd[7]. Nowa nazwa dla Temnurus Swainson, 1837.
- Temnotrogon: zbitka wyrazowa nazw rodzajów: Temnurus Swainson, 1837 (pilik) oraz Trogon Brisson, 1760 (trogon)[8]. Gatunek typowy: Trogon roseigaster Vieillot, 1817.

### Podział systematyczny
Do rodzaju należą następujące gatunki:
- Priotelus temnurus (Temminck, 1825) – pilik czerwonodzioby
- Priotelus roseigaster (Vieillot, 1817) – pilik żółtodzioby